# Championnat de Belgique masculin de handball 2009-2010
Navigation
Division d'Honneur 2008-2009 Division 1 2010-2011
La saison 2009-2010 du championnat de Belgique de handball fut la 52e édition de la plus haute division belge de handball. La première phase du championnat la phase classique, est suivie des Play-offs et des Play-downs.
Cette édition fut remportée par le United HC Tongeren qui réalise un doublé avec ce quatrième titre de champion.
Un quatrième titre au détriment du Achilles Bocholt qui occupe la place de dauphin, l'Initia HC Hasselt suit à la troisième place tandis que le HC Atomix termine dernier et quatrième des Play-offs, ce sont ces quatre clubs qui auront l'honneur de représenter la Belgique dans la toute nouvelle BeNeLux liga la saison suivante.
Le HKW Waasmunster est relégué et sera remplacé la saison suivante par l'Union beynoise.

## Participants
En gras, les clubs engagés en BeNe Liga
| Club                         | Classement 2008-2009 | Localisation            | Entraîneur         | Salle                        | Capacité |
| ---------------------------- | -------------------- | ----------------------- | ------------------ | ---------------------------- | -------- |
| United HC Tongeren           | 1er                  | Tongres                 | Jos Schouterden    | Eburons Dôme Tongeren        | 1 000    |
| Initia HC Hasselt            | 2e                   | Hasselt                 | Luc Boiten         | Sporthal Alverberg           | 1 730    |
| Achilles Bocholt             | 3e                   | Bocholt                 | Gabrie Rietbroek   | Sportcomplex De Damburg      | 1 539    |
| KV Sasja HC Hoboken          | 4e                   | Anvers                  | Alex Jacobs        | Sportcomplex Sorghvliedt     | 950      |
| Sporting Neerpelt-Lommel ¹   | 5e                   | Neerpelt/Lommel         | Predrag Dosen      | Sportcentrum Dommelhof       | 1 600    |
| VOO HC Herstal-Flémalle ROC² | 7e                   | Herstal/Flémalle        | Jean-Luc Grandjean | Hall Omnisports "La Préalle" | 1200     |
| HC Atomix                    | 9e                   | Haacht/Keerbergen/Putte |                    | Sporthal Den Dijk            | 600      |
| HC Eynatten-Raeren           | 8e                   | Raeren                  | Mariusz Kedziora   | Sporthalle Eynatten          | 700      |
| HKW Waasmunster              | 1er (D2)             | Waasmunster             |                    | Sporthal Hoogendonck         | ?        |
| KTSV Eupen 1889              | 2e (D2)              | Eupen                   |                    | Sportzentrum Eupen           | 700      |

¹ Le Sporting Neerpelt, matricule 112, fusionne avec le HCA Lommel, matricule 428, et devient le Sporting Neerpelt-Lommel.
² Le ROC Flémalle, matricule 006, fusionne avec le VOO HC Herstal, matricule 058, et devient le VOO HC Herstal-Flémalle ROC.

### Localisation
| \| KTSV Eupen United HC Tongeren Achilles Bocholt Initia HC Hasselt HKW Waasmunster KV Sasja HC Eynatten Sporting NeLo HC Atomix Herstal-Flémalle \| Localisation des clubs engagés dans le championnat |
| KTSV Eupen United HC Tongeren Achilles Bocholt Initia HC Hasselt HKW Waasmunster KV Sasja HC Eynatten Sporting NeLo HC Atomix Herstal-Flémalle                                                          |

Nombre d'équipes par Province
| # | Province                      | Nombre | Équipe(s)                                                                         |
| - | ----------------------------- | ------ | --------------------------------------------------------------------------------- |
| 1 | Province de Limbourg          | 4      | Initia HC Hasselt, United HC Tongeren, Achilles Bocholt, Sporting Neerpelt-Lommel |
| 2 | Province de Liège             | 3      | VOO HC Herstal-Flémalle ROC, HC Eynatten-Raeren, KTSV Eupen 1889                  |
| 3 | Province d'Anvers             | 1      | KV Sasja HC Hoboken                                                               |
| 4 | Province du Brabant flamand   | 1      | HC Atomix                                                                         |
| 4 | Province de Flandre-Orientale | 1      | HKW Waasmunster                                                                   |

## Compétition

### Organisation du championnat
La saison régulière est disputée par 10 équipes jouant chacune l'une contre l'autre à deux reprises selon le principe des phases aller et retour. Une victoire rapporte 2 points, une égalité, 1 point et, donc une défaite 0 point.
Après la saison régulière, les 4 équipes les mieux classées s'engagent dans les play-offs. Ceux-ci constituent en un nouveau championnat où les 4 équipes s'affrontent en phase aller-retour mais lors duquel l'équipe classée première de la saison régulière part avec 4 points, le second, 3, le troisième, 2, le quatrième, 1.
Ces quatre équipes s'affrontent pour le titre de champion mais aussi pour se qualifier en Coupe d'Europe la saison suivante.
Lors de ces play offs, les deux premières équipes sont qualifiés pour la finale, une finale en trois manches, dont le premier reçoit deux fois et le second une fois. Tandis que le troisième reçoit le quatrième pour le match de la troisième place.
Pour ce qui est des 6 dernières équipes de la phase régulière, elles s'engagent quant à elles dans les play-downs. Il s'agit là aussi d'une compétition normale en phase aller-retour mais pour laquelle, le premier de ces play-downs commence avec 6 points, le second, 5, le troisième, 4, le quatrième, 3, le cinquième, 2 et le sixième avec 1 point.
Ces quatre équipes s'affrontent dans le but de ne pas pouvoir finir à la dernière place synonyme de relégation en division 2.

### Saison régulière

#### Classement
|    | Équipe                      | Pts | J  | G  | N | P  | Bp  | Bc  | Diff |
| -- | --------------------------- | --- | -- | -- | - | -- | --- | --- | ---- |
| 1  | Achilles Bocholt            | 32  | 18 | 16 | 0 | 2  | 550 | 450 | 100  |
| 2  | United HC Tongeren (T)      | 32  | 18 | 16 | 0 | 2  | 519 | 435 | 84   |
| 3  | Initia HC Hasselt (C)       | 25  | 18 | 12 | 1 | 5  | 557 | 490 | 67   |
| 4  | HC Atomix                   | 23  | 18 | 11 | 1 | 6  | 537 | 501 | 36   |
| 5  | Sporting Neerpelt-Lommel    | 22  | 18 | 10 | 2 | 6  | 527 | 475 | 52   |
| 6  | KV Sasja HC Hoboken         | 17  | 18 | 8  | 1 | 9  | 509 | 508 | 1    |
| 7  | VOO HC Herstal-Flémalle ROC | 12  | 18 | 5  | 2 | 11 | 461 | 520 | -59  |
| 8  | HC Eynatten-Raeren          | 11  | 18 | 5  | 1 | 12 | 487 | 547 | -60  |
| 9  | HKW Waasmunster             | 3   | 18 | 1  | 1 | 16 | 392 | 511 | -119 |
| 10 | KTSV Eupen 1889             | 3   | 18 | 1  | 1 | 16 | 449 | 551 | -102 |

|                 | Qualification en playoffs et en BeNeLux Liga 2010-2011 |
|                 | Playdowns                                              |
| (T)             | Tenant du titre 2009                                   |
| en augmentation | Promu 2009                                             |
| (C)             | Vainqueur de la Coupe de Belgique 2009-2010            |

##### Évolution du Classement
- Leader du classement

| TON | Achilles Bocholt | Achilles Bocholt | Achilles Bocholt | Achilles Bocholt | Achilles Bocholt | Achilles Bocholt | Achilles Bocholt | Achilles Bocholt | Achilles Bocholt | Achilles Bocholt | Achilles Bocholt | Achilles Bocholt | Achilles Bocholt | Achilles Bocholt | Achilles Bocholt | Achilles Bocholt | Achilles Bocholt |  |  |  |  |  |  |  |  |  |  |  |  |
|     |                  |                  |                  |                  |                  |                  |                  |                  |                  |                  |                  |                  |                  |                  |                  |                  |                  |  |  |  |  |  |  |  |  |  |  |  |  |
| 01  | 02               | 03               | 04               | 05               | 06               | 07               | 08               | 09               | 10               | 11               | 12               | 13               | 14               | 15               | 16               | 17               | 18               |  |  |  |  |  |  |  |  |  |  |  |  |

- Journée par journée

| Club                        | 1  | 2  | 3  | 4  | 5  | 6  | 7  | 8  | 9  | 10 | 11 | 12 | 13 | 14 | 15 | 16 | 17 | 18 |
| --------------------------- | -- | -- | -- | -- | -- | -- | -- | -- | -- | -- | -- | -- | -- | -- | -- | -- | -- | -- |
| United HC Tongeren          | 1  | 4  | 3  | 4  | 3  | 3  | 2  | 2  | 2  | 2  | 2  | 2  | 2  | 2  | 2  | 2  | 2  | 2  |
| Initia HC Hasselt           | 8  | 8  | 7  | 6  | 5  | 6  | 5  | 5  | 5  | 5  | 5  | 4  | 3  | 3  | 4  | 4  | 3  | 3  |
| Achilles Bocholt            | 3  | 1  | 1  | 1  | 1  | 1  | 1  | 1  | 1  | 1  | 1  | 1  | 1  | 1  | 1  | 1  | 1  | 1  |
| Sporting Neerpelt-Lommel    | 4  | 2  | 4  | 5  | 4  | 4  | 3  | 3  | 4  | 4  | 3  | 3  | 4  | 4  | 3  | 3  | 4  | 5  |
| KV Sasja HC Hoboken         | 7  | 7  | 6  | 8  | 7  | 7  | 7  | 6  | 6  | 6  | 6  | 6  | 7  | 6  | 6  | 6  | 6  | 6  |
| HC Atomix                   | 5  | 3  | 2  | 2  | 2  | 2  | 4  | 4  | 3  | 3  | 4  | 5  | 5  | 5  | 5  | 5  | 5  | 4  |
| VOO HC Herstal-Flémalle ROC | 6  | 5  | 5  | 3  | 6  | 5  | 6  | 7  | 7  | 7  | 7  | 7  | 6  | 7  | 7  | 7  | 7  | 7  |
| HKW Waasmunster             | 9  | 10 | 10 | 9  | 9  | 10 | 10 | 9  | 9  | 9  | 9  | 9  | 9  | 9  | 9  | 9  | 10 | 9  |
| KTSV Eupen 1889             | 10 | 9  | 9  | 10 | 10 | 9  | 9  | 10 | 10 | 10 | 10 | 10 | 10 | 10 | 10 | 10 | 9  | 10 |
| HC Eynatten-Raeren          | 2  | 6  | 8  | 7  | 8  | 8  | 8  | 8  | 8  | 8  | 8  | 8  | 8  | 8  | 8  | 8  | 8  | 8  |

#### Matchs
| Résultats (dom.\ext.)                                      | UTO   | IHA   | ABO   | SNL   | KVS   | HCA   | H-F   | WAA   | EUP   | HCER  |
| United HC Tongeren                                         |       | 27-26 | 25-24 | 27-23 | 29-22 | 28-24 | 28-26 | 27-18 | 36-23 | 28-21 |
| Initia HC Hasselt                                          | 25-29 |       | 24-33 | 31-31 | 39-33 | 31-27 | 30-23 | 36-23 | 31-20 | 35-30 |
| Achilles Bocholt                                           | 28-20 | 33-27 |       | 33-29 | 31-23 | 27-29 | 28-24 | 32-21 | 36-28 | 35-22 |
| Sporting Neerpelt-Lommel                                   | 26-30 | 28-33 | 23-28 |       | 27-21 | 27-27 | 32-17 | 30-22 | 34-29 | 31-19 |
| KV Sasja HC Hoboken                                        | 23-22 | 23-24 | 26-31 | 31-32 |       | 32-24 | 24-32 | 31-17 | 30-26 | 30-26 |
| HC Atomix                                                  | 32-41 | 25-21 | 30-35 | 28-19 | 35-35 |       | 33-23 | 29-20 | 41-31 | 28-32 |
| VOO HC Herstal-Flémalle ROC                                | 17-33 | 26-36 | 28-37 | 27-29 | 31-31 | 23-24 |       | 24-20 | 26-26 | 35-28 |
| HKW Waasmunster                                            | 23-26 | 24-32 | 21-24 | 19-30 | 26-36 | 27-32 | 22-24 |       | 28-14 | 27-27 |
| KTSV Eupen 1889                                            | 25-26 | 31-38 | 24-30 | 30-36 | 28-30 | 29-28 | 19-26 | 31-20 |       | 20-25 |
| HC Eynatten-Raeren                                         | 29-37 | 24-38 | 28-36 | 24-32 | 28-29 | 28-37 | 37-28 | 26-14 | 30-29 |       |
| - Victoire à domicile - Match nul - Victoire à l'extérieur |       |       |       |       |       |       |       |       |       |       |

### Play-offs

#### Classement
|   | Équipe                 | Pts | J | G | N | P | Bp  | Bc  | Diff |
| - | ---------------------- | --- | - | - | - | - | --- | --- | ---- |
| 1 | Achilles Bocholt       | 13  | 6 | 4 | 1 | 1 | 191 | 187 | 4    |
| 2 | United HC Tongeren (T) | 12  | 6 | 4 | 1 | 1 | 181 | 153 | 28   |
| 3 | Initia HC Hasselt (C)  | 6   | 6 | 2 | 0 | 4 | 186 | 173 | 13   |
| 4 | HC Atomix              | 3   | 6 | 1 | 0 | 5 | 169 | 214 | -45  |

|     | Qualification pour la finale                        |
|     | Qualification pour le match pour la troisième place |
| (T) | Tenant du titre 2009                                |
| (C) | Vainqueur de la Coupe de Belgique 2009-2010         |

#### Matchs
| Résultats (dom.\ext.)                                      | UTO   | IHA   | ABO   | HCA   |
| United HC Tongeren                                         |       | 28-24 | 34-25 | 35-23 |
| Initia HC Hasselt                                          | 25-23 |       | 27-28 | 44-22 |
| Achilles Bocholt                                           | 29-29 | 38-34 |       | 36-30 |
| HC Atomix                                                  | 27-32 | 34-32 | 33-35 |       |
| - Victoire à domicile - Match nul - Victoire à l'extérieur |       |       |       |       |

#### Match pour la troisième place
| 01 mai 2010 | Initia HC Hasselt | 39 - 25 | HC Atomix | Sporthal Alverberg, Hasselt |

#### Finale
| 01 mai 2010 | United HC Tongeren | 20 - 19 | Achilles Bocholt | Eburons Dôme Tongeren, Tongres |

| 08 mai 2010 | Achilles Bocholt | 38 - 39 | United HC Tongeren | Sporthal Alverberg, Hasselt |

- United HC Tongeren 2 - 0 Achilles Bocholt

### Play-downs

#### Classement
|   | Équipe                      | Pts | J  | G | N | P | Bp  | Bc  | Diff |
| - | --------------------------- | --- | -- | - | - | - | --- | --- | ---- |
| 1 | KV Sasja HC Hoboken         | 19  | 10 | 7 | 0 | 3 | 281 | 263 | 18   |
| 2 | HC Eynatten-Raeren          | 16  | 10 | 6 | 1 | 3 | 289 | 283 | 6    |
| 3 | Sporting Neerpelt-Lommel    | 16  | 10 | 5 | 0 | 5 | 310 | 282 | 28   |
| 4 | VOO HC Herstal-Flémalle ROC | 12  | 10 | 4 | 0 | 6 | 285 | 304 | -19  |
| 5 | KTSV Eupen 1889             | 9   | 10 | 3 | 2 | 5 | 291 | 299 | -8   |
| 6 | HKW Waasmunster             | 9   | 10 | 3 | 1 | 6 | 228 | 253 | -25  |

|                 | Relégué en Division 2 |
| en augmentation | Promu 2009            |

#### Matchs
| Résultats (dom.\ext.)                                      | KVS   | SNL   | H-F   | WAA   | EUP   | HCER  |
| KV Sasja HC Hoboken                                        |       | 29-27 | 38-29 | 20-22 | 27-25 | 22-24 |
| Sporting Neerpelt-Lommel                                   | 28-33 |       | 33-22 | 26-17 | 38-32 | 33-35 |
| VOO HC Herstal-Flémalle ROC                                | 28-26 | 31-32 |       | 26-16 | 31-25 | 33-30 |
| HKW Waasmunster                                            | 26-30 | 21-30 | 26-20 |       | 24-24 | 19-24 |
| KTSV Eupen 1889                                            | 23-26 | 35-30 | 36-30 | 29-24 |       | 37-37 |
| HC Eynatten-Raeren                                         | 28-24 | 25-36 | 28-32 | 26-22 | 32-25 |       |
| - Victoire à domicile - Match nul - Victoire à l'extérieur |       |       |       |       |       |       |

### Champion
| Champion de Belgique de handball 2009-2010 United Handbal Club Tongeren 4e titre |

## Bilan

### Classement final
| Rang | Équipe                      |
| ---- | --------------------------- |
| 1er  | United HC Tongeren          |
| 2e   | Achilles Bocholt (C) (T)    |
| 3e   | Initia HC Hasselt           |
| 4e   | HC Atomix                   |
| 5e   | KV Sasja HC Hoboken         |
| 6e   | HC Eynatten-Raeren          |
| 7e   | Sporting Neerpelt-Lommel    |
| 8e   | VOO HC Herstal-Flémalle ROC |
| 9e   | KTSV Eupen 1889             |
| 10e  | HKW Waasmunster             |

|                 | Champion de Belgique et qualifiés pour la Coupe EHF 2010-2011 |
|                 | Qualifiés pour la Coupe Challenge 2010-2011                   |
|                 | Relégués en division 2                                        |
| En              | gras Qualifiés pour la BeNeLux Liga 2010-2011                 |
| (T)             | Tenant du titre                                               |
| (C)             | Vainqueur de la Coupe de Belgique                             |
| en augmentation | Promu de début de saison en Division 1                        |

### Classement des Buteurs
| #  | Joueur            | Équipe                   | Buts |
| -- | ----------------- | ------------------------ | ---- |
| 01 | Jeffrey Jacobs    | KV Sasja HC Hoboken      | 80   |
| 02 | Ivan Kopljar      | Sporting Neerpelt-Lommel | 61   |
| 03 | Bartosz Kedziora  | KTSV Eupen 1889          | 58   |
| 04 | Damian Kedziora   | HC Eynatten-Raeren       | 56   |
| 05 | Bart Köhlen       | Initia HC Hasselt        | 53   |
| 06 | Vladimir Tasevski | United HC Tongeren       | 50   |
| 07 | Jos Riské         | HC Atomix                | 49   |
| 08 | Bart Lenders      | Achilles Bocholt         | 42   |
| 09 | Istvan Nagy       | Sporting Neerpelt        | 42   |
| 10 | Jacobs*           | KV Sasja HC Hoboken      | 41   |

### Parcours en coupes d'Europe
Le parcours des clubs belges en coupes d'Europe est important puisqu'il détermine le coefficient EHF, et donc le nombre de clubs espagnoles présents en coupes d'Europe les années suivantes.
| Club               | Compétition      | Tour d'entrée | Résultat           | Dernier adversaire |
| United HC Tongeren | Coupe des coupes | 3e tour       | éliminé au 3e tour | BSV Berne          |

### Bilan de la saison
| Tableau d'honneur de la saison 2009-2010 |                    |                |
| Compétition                              | Vainqueur          | Commentaire    |
| Championnat de Belgique                  | United HC Tongeren | 4e titre       |
| Coupe de Belgique                        | Initia HC Hasselt  | 9e victoire    |
| Qualifications européennes               |                    |                |
| Compétition                              | Qualifiés          | Qualifiés      |
| Coupe EHF                                | United HC Tongeren | Premier tour   |
| Coupe Challenge                          | Initia HC Hasselt  | Troisième tour |
| Promotions et relégations                |                    |                |
| Promu en Division 1 (D1)                 | Union Beynoise     | 1er (D1)       |
| Relégation en Division 2 (D2)            | HKW Waasmunster    | 10e            |